# Ralph Miliband
Ralph Miliband (Bruselas, Bélgica, 7 de enero de 1924 – Londres, 21 de mayo de 1994) fue un historiador, sociólogo y autor británico de origen belga. Padre de David y Ed Miliband, políticos británicos integrantes del Partido Laborista. Fue descrito como "uno de los más famosos académicos marxistas de su generación", siendo colocado junto a otros prestigiosos intelectuales anglosajones como Edward Palmer Thompson, Eric Hobsbawm o Perry Anderson.

## Biografía
Miliband nació en Bélgica, con el nombre de Adolphe Miliband, que más adelante cambió por Ralph, debido a la coincidencia con el primer nombre de Adolf Hitler. En 1940, debido a sus orígenes judío-polacos debió emigrar a Inglaterra, escapando del régimen nazi que había ocupado Bélgica. Siendo estudiante de la London School of Economics, comenzó sus actividades en el ala izquierda de la política británica, adhiriéndose a la causa del socialismo.
Luego de combatir en la Armada Británica durante la Segunda Guerra Mundial Miliband obtuvo la ciudadanía británica. En la década de 1960, se convirtió en uno de los principales exponentes del movimiento británico New Left, compuesto por pensadores marxistas críticos al estalinismo y a las políticas llevadas a cabo por los gobiernos de la Unión Soviética y los de Europa del Este.
En la obra colectiva dirigida por Robin Blackburn, "After the Fall: The Failure Of Communism And The Future Of Socialism", Miliband expone sus puntos de vista en relación con el fracaso del sistema comunista establecido por la Unión Soviética. Esta obra reviste un carácter especial dado que no solo reúne a intelectuales académicos (Además de Miliband, incluye a Jürgen Habermas, Giovanni Arrighi, Norberto Bobbio, entre otros) sino que incluye a escritores tales como Hans Magnus Enzensberger o Eduardo Galeano.

## Obra
- Parliamentary Socialism: A Study of the Politics of Labour (1961). ISBN 0-85036-135-4.
- The State in Capitalist Society (1969), ISBN 0-704-31028-7
- Marxism and Politics (1977), ISBN 0-85036-531-7
- Capitalist Democracy in Britain (1982), ISBN 0-19-827445-9
- Class Power and State Power (1983)
- Divided Societies: Class Struggle in Contemporary Capitalism (1989)
- Socialism for a Sceptical Age (1994)